# Salvelinus faroensis
Salvelinus faroensis es una especie de pez de la familia Salmonidae en el orden de los Salmoniformes.